# ابرسینون
ابرسینون (به انگلیسی: Abercynon) یک منطقهٔ مسکونی در بریتانیا است که در روندا کنون تاو واقع شده‌است. ابرسینون ۶٬۳۹۰ نفر جمعیت دارد.